# انزا اندرسون
انزا اندرسون (به انگلیسی: Enza Anderson) فعال سیاسی و شخصیت رسانه‌ای کانادایی و متولد ۱۹۶۴ است.

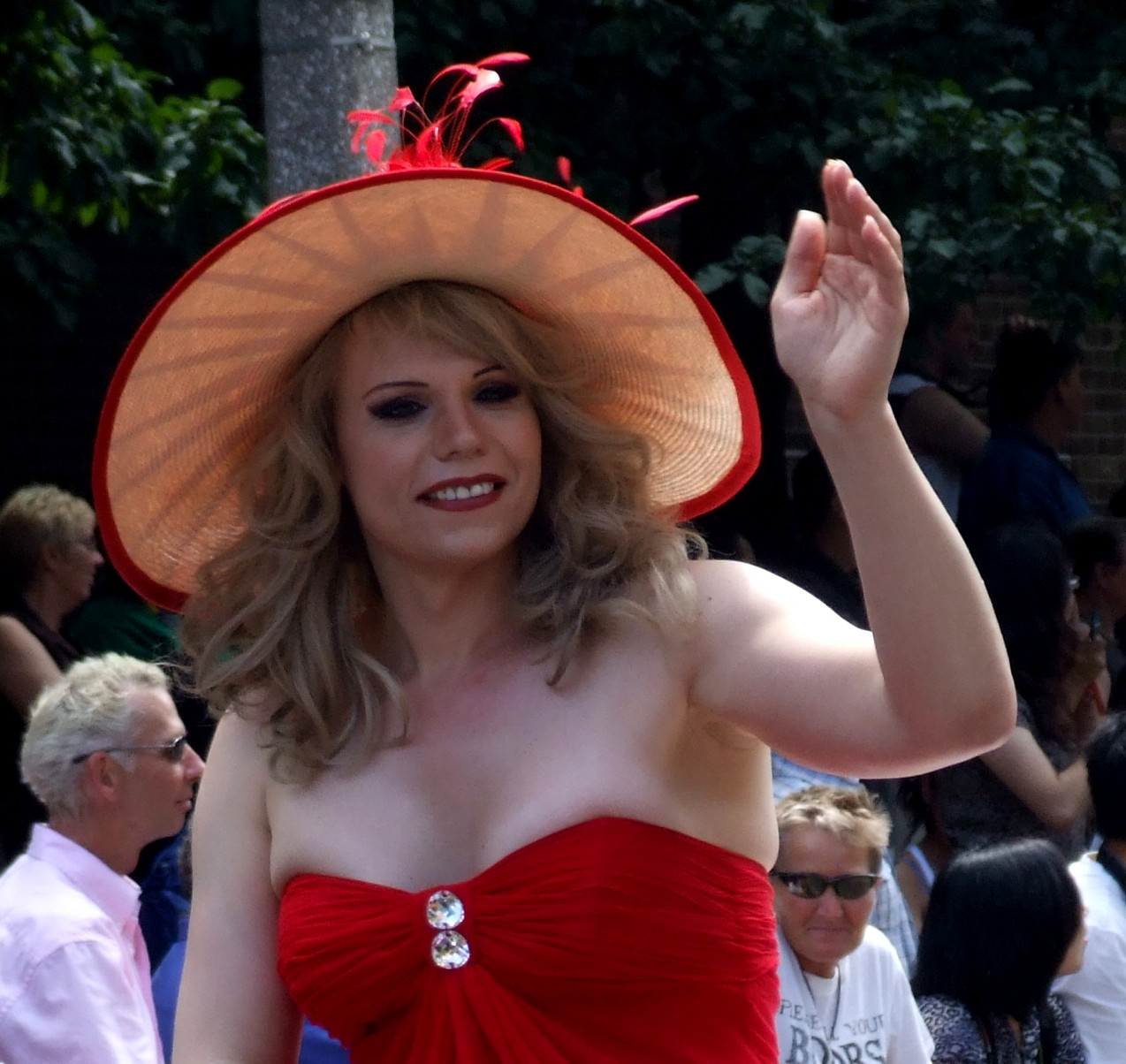

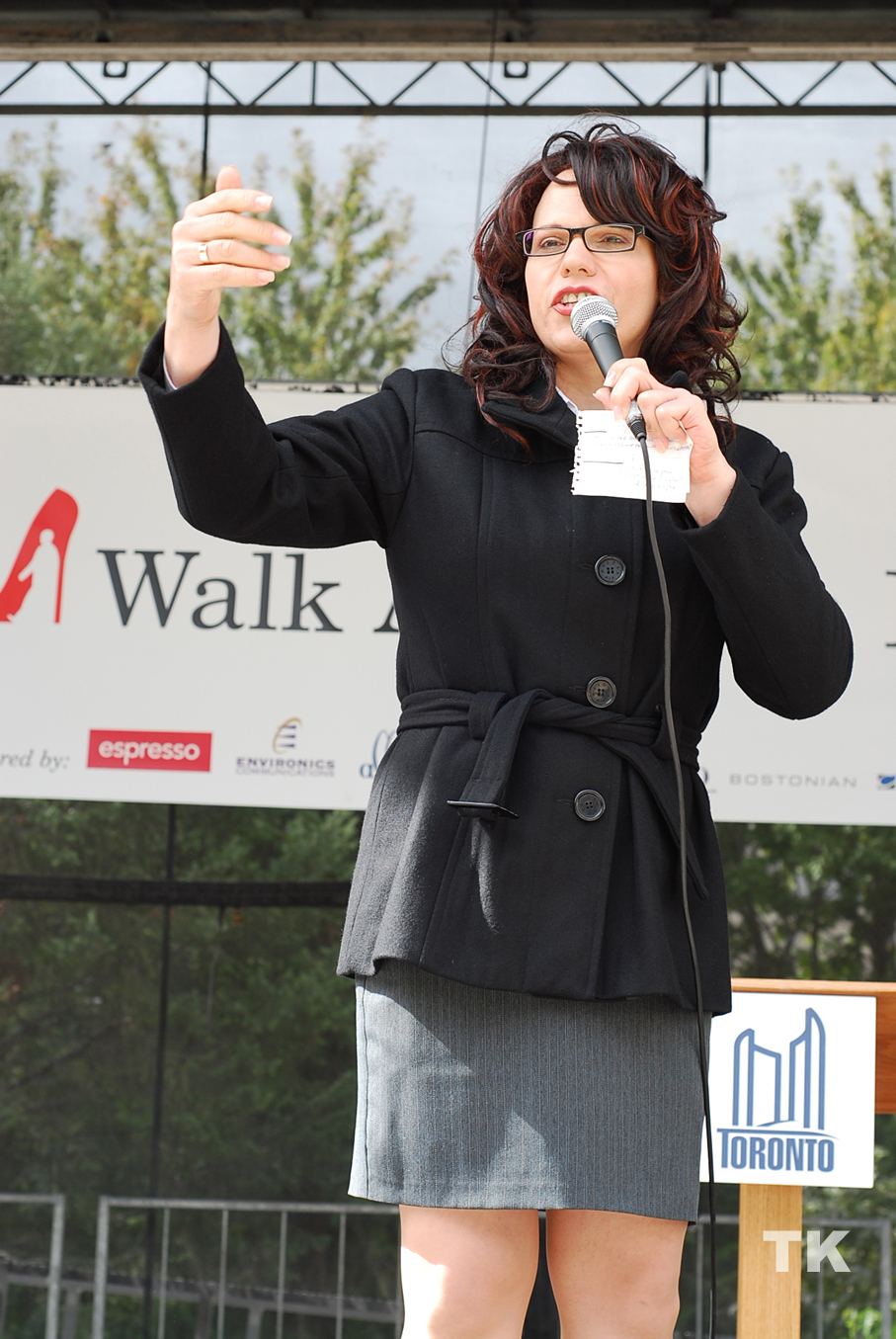

او یک زن ترنس است.